# Retinolo
Il retinolo è un composto chimico liposulubile correlato alla vitamina A. Il termine vitamina A indica più precisamente una classe complessa di composti chimici liposolubili (la cui composizione non è del tutto nota), di cui fanno parte i retinoidi, derivati del retinolo, di cui si conoscono almeno 1500 tipi diversi, naturali e sintetici. Anche i carotenoidi che contengono almeno un anello di β-ionone non sostituito (come il beta-carotene) sono considerati precursori della vitamina A.
La vitamina A può essere assunta direttamente dall'organismo, attraverso i cibi animali (che contengono retinolo), oppure come provitamina (ossia come precursore della vitamina A), tramite i cibi di origine vegetale.

## Storia

Struttura della retinaldeide

Struttura della 11-cis retinaldeide

Nel 1913 venne dimostrato, da Elmer V. McCollum e M. Davis, che nel tuorlo d'uovo e nel burro esiste un fattore liposolubile importante per la crescita di ratti e nel 1916 esso venne indicato con la lettera A al fine di distinguerlo dai composti del gruppo B, idrosolubili. Nel 1917 Jack Cecil Drummond riuscì a correlare la mancanza di questo fattore nella dieta con la comparsa di disturbi visivi e della crescita nei bambini. Nel 1920 si evidenziò che il β-carotene possiede attività vitaminica A, ma non se ne riuscì a comprendere il motivo fino al 1929, allorché si comprese che nelle cavie questo fattore viene trasformato in vitamina A.
Le strutture della vitamina A e del β-carotene vennero identificate nei primi anni trenta. Tra il 1934 e il 1935, ad opera di George Wald, venne ottenuta dalla retina una sostanza, coinvolta nei meccanismi della visione, che nel 1944 venne riconosciuta come la forma aldeidica della vitamina A ed essa venne denominata retinaldeide. Un'altra forma della vitamina A (acido retinoico) venne sintetizzata nel 1946.

## Descrizione
La vitamina A si presenta in tre diverse forme: alcolica (retinolo), aldeidica (retinaldeide) ed acida (acido retinoico). Esse sono derivati isoprenoici, costituiti dall'unione di 4 catene di isoprene.
 Tra i carotenoidi, pigmenti vegetali, si trovano nell'organismo soprattutto: α-carotene, β-carotene, luteina, zeaxantina, criptoxantina e licopene.
Gli alimenti di origine animale contengono soprattutto retinolo e suoi esteri (specie retinolo palmitato), mentre nei vegetali si trovano soprattutto carotenoidi. Gli esteri del retinolo prima di essere assorbiti, vengono idrolizzati da diversi enzimi: lipasi, carbossilestere-lipasi di origine pancreatica e da una retinilestere idrolasi che si trova sulle membrane degli enterociti. L'assorbimento del retinolo avviene tramite un processo di diffusione facilitata ma, qualora la concentrazione di retinolo sia elevata, possono intervenire anche meccanismi di diffusione passiva. L'assorbimento del retinolo dipende dalla presenza di lipidi e di sali biliari.
I carotenoidi vengono assorbiti, per un quantitativo variabile dal 5 al 50%, tramite un meccanismo di trasporto passivo, anch'esso influenzato dalla presenza di lipidi. Parte dei carotenoidi che si trovano negli enterociti viene trasformata in retinoidi tramite due differenti meccanismi. Il β-carotene, per esempio, viene trasformato in retinaldeide, tramite rottura della parte centrale della molecola, la quale viene convertita in retinolo tramite una riduttasi dipendente da NADH o NADPH. La rottura della parte periferica, invece, dà origine ad un apo-carotinale che viene trasformato in acido retinoico o retinolo.

All'interno delle cellule dell'epitelio intestinale, parte dei carotenoidi viene trasformata in retinaldialdeide.

Il retinolo ed i suoi metaboliti vengono legati ad una specifica proteina, la proteina legante il retinolo cellulare (cellular retinol binding protein, CRBP). Successivamente il retinolo viene coniugato con palmitato, stearato o oleato attraverso due enzimi: l'acil-coenzima A-retinolo aciltransferasi e la lecitina-retinolo aciltransferasi.
Gli esteri del retinolo così formati e i carotenoidi ancora non metabolizzati vengono incorporati nei chilomicroni e da essi vengono trasportati nel fegato. A questo punto gli esteri del retinolo vengono idrolizzati mentre i carotenoidi possono venir trasformati in retinolo o essere secreti dalla cellula all'interno delle VLDL. Il retinolo intracellulare viene portato nel reticolo endoplasmatico e lì si lega ad una proteina legante il retinolo (retinol binding protein, RBP). Il complesso retinolo-proteina viene trasportato nelle cisterne del complesso di Golgi e da lì viene espulso dall'epatocita e trasferito alle cellule di Ito o alle cellule stellate, deputate all'immagazzinamento dei lipidi, le quali trattengono il retinolo, dopo averlo esterificato, nel citoplasma.
I livelli plasmatici di vitamina A sono sottoposti a meccanismi omeostatici molto precisi tali per cui la sua concentrazione plasmatica viene mantenuta tra 40 ed 80 µg/dl. In caso di necessità infatti, il retinolo viene rilasciato dagli epatociti legato alla RBP e dalle cellule di immagazzinamento, dopo idrolisi del legame esterico. Nel plasma il complesso retinolo-RBP si lega alla transtiretina, deputata anche al trasporto degli ormoni tiroidei, mentre il retinolo viaggia coniugato a varie proteine plasmatiche. I carotenoidi vengono trasportati tramite lipoproteine.
L'ingresso del retinolo nelle cellule è un fenomeno ancora poco chiaro. Nel plasma, infatti, esiste un quantitativo di retinolo libero che pare sia in equilibrio con quello legato alla RBP. Si suppone che esso possa penetrare nelle cellule tramite un meccanismo non mediato da recettori. Si è visto, tuttavia, che alcune linee cellulari esprimono un recettore per la RBP la quale, legandosi, trascina con sé il retinolo trasportato. Si suppone, infine, che i carotenoidi entrino nelle cellule utilizzando i recettori per le lipoproteine.
Una volta entrato nella cellula, il retinolo si lega alla proteina CRBP e parte di esso viene esterificata, al fine d'immagazzinarlo o convertita nelle due forme attive: acido retinoico e retinaldeide. La maggior parte del retinolo penetrato non subisce modifiche e ritorna nel plasma. I carotenoidi entrati nelle cellule vengono trasformati in retinoidi con un meccanismo analogo a quello che avviene negli enterociti.
La vitamina A nell'organismo presenta numerose funzioni biologiche che riguardano soprattutto la visione e la differenziazione cellulare.
La retinaldeide, che si può formare anche dal retinolo tramite una alcol deidrogenasi, fa parte del meccanismo della visione. La retinaldeide (detta anche retinale) nella forma 11-cis, infatti, è unita ad una proteina retinica, l'opsina, tramite un legame covalente imminico con il residuo di lisina numero 296, formando la rodopsina. Quando un fotone colpisce la rodopsina, il retinale isomerizza nella forma tutta trans e ciò determina un cambiamento conformazionale della rodopsina ed attivazione di una cascata molecolare mediata da una proteina G che determina la generazione di impulsi elettrici. Il retinale tutto trans si stacca dall'opsina e viene ridotto, ad opera di una deidrogenasi dipendente da NADPH, a retinolo tutto trans che viene poi ricaptato dall'epitelio della retina ed immagazzinato, dopo essere stato esterificato. Il retinolo tutto trans viene successivamente riconvertito in retinaldeide 11-cis tramite reazioni di ossidazione ed isomerizzazione.
L'acido retinoico sembra partecipare alla maturazione embrionale ed alla differenziazione di alcune linee cellulari. I recettori per l'acido retinoico fanno parte di una famiglia di recettori nucleari che comprende anche quelli per la vitamina D. L'acido retinoico penetrato nella cellula viene portato al recettore tramite specifiche proteine cellulari di trasporto ed, una volta legatosi, determina regolazione dell'espressione di alcuni geni.

Un altro derivato del retinolo biologicamente attivo è il retinol-fosfato. Pare che esso agisca come donatore di zuccheri nella formazione delle glicoproteine.

I carotenoidi presentano diverse azioni biologiche. Alcuni di essi sono provitamine, specie il β-carotene, altri (specie luteina e zeaxantina) sembrano importanti per una buona funzionalità della macula della retina, ed altri ancora agiscono da composti antiossidanti.

## Fonti alimentari

Struttura dell'α-carotene

Struttura del β-carotene

Struttura della luteina

Struttura della zeaxantina

Struttura della criptoxantina

Struttura del licopene

La vitamina A è maggiormente presente negli alimenti di origine animale, soprattutto nel fegato e nella milza, seguiti poi da latte e derivati e uova. Dato che carne, latte e uova sono però ricchi di colesterolo si consiglia di assumerla principalmente tramite pesce e derivati, e tramite fonti vegetali. I carotenoidi, da cui l'organismo ricava la vitamina A, sono particolarmente presenti nei tessuti vegetali e nei microorganismi fotosintetici. Tra i tessuti vegetali, ne sono particolarmente ricchi quelli a colorazione giallo-arancione (visto che questi fattori sono direttamente responsabili di questo tipo di colorazione) e quelli a foglia.
Contenuto di vitamina A di alcuni alimenti:
- Latte 100 gr = 75 UI = 22 RAE
- Uovo 100 gr = 84 UI = 25 RAE
- Aronia 100 gr = 214 UI = 64 RAE
- Pomodoro 100 gr = 900 UI = 270 RAE
- Zucche 100 gr = 1600 UI = 480 RAE
- Albicocca 100 gr = 2700 UI = 810 RAE
- Burro 100 gr = 3300 UI = 990 RAE
- Melone 100 gr = 3400 UI = 1020 RAE
- Mango 100 gr = 4800 UI = 1440 RAE
- Spinaci 100 gr = 8100 UI = 2432 RAE
- Prezzemolo 100 gr = 8500 UI = 2552 RAE
- Patate dolci 100 gr = 8800 UI = 2642 RAE
- Fegato 100 gr = 10729 UI = 3222 RAE
- Carote 100 gr = 11000 UI = 3303 RAE
- Olio di fegato di merluzzo 100 gr = 85000 UI = 25525 RAE

## Carenza
La carenza di vitamina A determina inibizione della crescita, deformazione e fragilità delle ossa e serie modifiche delle strutture epiteliali e degli organi riproduttivi. La vitamina A infatti regola la differenziazione degli epiteli mucosi ed una sua carenza causa cheratinizzazione degli epiteli con un processo detto metaplasia squamosa. La sua carenza può indurre anche secchezza della pelle e delle mucose respiratorie, digerenti e urinarie. 
Un'altra importante alterazione riguarda la funzione visiva. Una bassa quantità di rodopsina determina anche necessità di una maggior stimolazione luminosa. Pertanto la quantità minima di luce necessaria per innescare i meccanismi della visione aumenta. Questo fenomeno determina una diminuzione dell'adattamento alla bassa illuminazione (cecità crepuscolare o cecità notturna, emeralopia). Nei casi più seri di deficit vitaminico può anche comparire la Cheratomalacia, ovvero secchezza della congiuntiva e della cornea che possono portare danni oculari permanenti fino alla cecità completa.

La carenza di vitamina A può portare anche ad un aumento della mortalità materna in gravidanza.

## Livelli di assunzione e tossicità
Attualmente i livelli di assunzione di vitamina A vengono espressi in RAE (Retinol Activity Equivalent) secondo le seguenti relazioni:
- 1 RAE = 1 µg di retinolo = 2 µg di β-carotene dissolto in olio = 12 µg di β-carotene presente nel cibo = 24 µg di altri carotenoidi presenti nel cibo (α-carotene, γ-carotene, o β-cryptoxanthin)

Talvolta si possono trovare due vecchie indicazioni che utilizzano le unità internazionali (UI) o i retinoli equivalenti (RE):
- 1 UI = 0,3 µg di retinolo = 0,6 µg di β-carotene = 1,2 µg di altri carotenoidi (α-carotene, γ-carotene, o β-cryptoxanthin)
- 1 RE = 1 µg di retinolo = 2 µg di β-carotene dissolto in olio = 6 µg di β-carotene presente nel cibo = 12 µg di altri carotenoidi presenti nel cibo (α-carotene, γ-carotene, o β-cryptoxanthin)

1 RAE = 3,33 UI o 1 RE

1 UI = 0,3 RAE o RE
Attualmente il Ministero della Salute consiglia una dose giornaliera di 800 RAE/die (0.8 mg di retinolo/die). La Società Italiana di Nutrizione Umana (SINU) raccomanda un aumento della dose giornaliera di circa 100 RAE/die nel caso di donne in gravidanza e di circa 350 RAE/die in caso di allattamento. L'assunzione di dosi di vitamina A ≥300 mg può determinare la comparsa di un'intossicazione acuta con nausea, vomito, emicrania, perdita di coordinazione e disturbi visivi. In casi estremi, la morte (il fegato dell'orso polare è immangiabile proprio per l'elevata concentrazione di retinolo).
Rispetto ai casi di tossicità acuta, quelli di tossicità cronica sono più frequenti in quanto è sufficiente assumere dosi giornaliere superiori alle capacità di immagazzinamento ed eliminazione del fegato sia tramite consumo frequente di alimenti ricchi in vitamina A sia per mezzo di integratori. Ciò può comportare la comparsa di una sintomatologia caratterizzata da inappetenza, dolori muscolari, anemia, perdita dei capelli e varie alterazioni neurologiche. Per evitare ciò la SINU consiglia di non superare l'assunzione di 9000 RAE/die (9 mg/die) per l'uomo e 7500 RAE/die (7,5 mg/die) per la donna. In gravidanza si consiglia di non superare i 6000 RAE/die (6 mg/die) in quanto più predisposte alla comparsa di sintomi da iperdosaggio. Dosi giornaliere superiori ai 30000 RAE/die (30 mg/die) sembra che possano avere un effetto teratogeno sul feto per cui si consiglia di non assumere mai integratori di vitamina A in gravidanza se non dietro prescrizione medica, la quale, tuttavia, non deve superare i 6 mg/die. L'Accademia Nazionale delle Scienze degli Stati Uniti raccomanda di non superare il livello di 3000 RAE ovvero 10.000 UI (3 mg/die) per evitare effetti collaterali in caso di assunzione prolungata indefinitamente senza controllo medico.
La tossicità da carotenoidi è più contenuta in quanto il loro assorbimento è modesto e diminuisce ancora in caso di alte dosi. In caso di sovradosaggio si può verificare la comparsa di pigmentazione giallo-arancione della pelle e delle mucose, fenomeno che regredisce in poco tempo una volta che la dose di carotenoidi venga ridotta.
Secondo un articolo su FASEB journal di Ulrich Hammerling, del Sloan-Kettering Institute for Cancer Research di New York, i danni da eccesso di retinolo sarebbero legati a tossicità sui mitocondri.